# (1020) Arcadia
(1020) Arcadia ist ein Asteroid des Hauptgürtels, der am 7. März 1924 vom deutschen Astronomen Karl Wilhelm Reinmuth in Heidelberg entdeckt wurde. 
Der Name des Asteroiden ist abgeleitet von dem mythologischen Ort (und der heutigen Provinz) Arkadien in Griechenland.
Die Umlaufbahn hat eine Große Halbachse von 2,7910 Astronomische Einheiten und eine Bahnexzentrizität von 0,0396. Damit bewegt er sich in einem Abstand von 2,6804 (Perihel) bis 2,9016 (Aphel) astronomischen Einheiten in 4,663 a um die Sonne. Die Bahn ist 4,05° gegen die Ekliptik geneigt.